# Іван Павао Влахович
Іва́н Па́вао Вла́хович (хорв. Ivan Pavao Vlahović, 23 жовтня 1825, м. Віс, Хорватія (тоді Австро-Угорщина),— 11 січня 1899, Падуя, Італія) — хорватський медик і біолог.

## Біографія
Народився в сім'ї Антуна і Катаріни Влаховичів. Іван Павао Влахович закінчив гімназію в Задарі й вивчав медицину у Відні. Був асистентом у професорів Гіртля і Брока. У віці всього 27 років (1852) став професором на кафедрі анатомії Падуанського університету. Там він читав лекції, шість років був ректором цього навчального закладу. Зі слів Бертелі (1900) і Чепулича (1943), був людиною широкої культури, все життя працював і навчався, його цінували колеги та студенти.
Наукову діяльність Влаховича можна умовно поділити на три напрямки. Перший із них — це порівняльна анатомія й фізіологія. Взявши за основу теорію Чарлза Дарвіна про походження видів, Влахович, зокрема, досліджував структуру й функції статевих органів однопрохідних ссавців (Monotremata), (1852), будову шиї людини (1860) й одного з м'язів у тазі людини (1865).
Другий напрямок стосується кардіології. Відомі його роботи про іннервацію міокарда (1871), сльозові протоки (1871) і, разом із Вінчґау (Wintschgau), про нерви кінцівок (1871). Влахович застосував теорію на практиці, експериментально лікуючи кістки кролика (1875).
Третій напрямок стосується фізіології та патології шовкопрядів (1896, 1894, 1895).
Влахович багато зробив для поліпшення техніки роботи з мікроскопом, написав дві книжки з історії анатомії — про Реальдо Коломбо (1865) і Міґеля Сервета (1882).
Він працював і читав лекції до самого кінця життя. Помер, маючи 73 роки.